# Pomeroon-Supenaam
Pomeroon-Supenaam (Regione 2) è una regione della Guyana, confinante con l'oceano Atlantico a nord, la regione Isole Essequibo-Demerara Occidentale a est, la regione Cuyuni-Mazaruni a sud e la regione Barima-Waini a ovest. La regione ospita le città di Anna Regina, Charity, Pickersgill, Spring Garden e Suddie.
Sulla costa di Essequibo vi sono tre laghi - Capoey, Mainstay e Hot and Cold. Capoey si trova vicino ad Anna Regina.
La popolazione della regione contava 46.810 unità secondo il censimento ufficiale del 2012.
- 2012 : 46.810
- 2002 : 49.253
- 1991 : 43.455
- 1980 : 42.341